# Meta, Neapel
Meta är en ort och kommun i storstadsregionen Neapel, innan 2015 provinsen Neapel, i regionen Kampanien i Italien. Kommunen hade 7 947 invånare (2017).